# Rušilci razreda Sarič
Razred Sarič (rusko Проект 956 Сарыч, Projekt 956 Sarič – kanja) je razred  raketnih rušilcev Sovjetske, Ruske in Kitajske vojne mornarice. Z močno artilerijsko oborožitvijo so namenjeni predvsem podpori amfibijskodesantnim operacijam.

## Zgodovina
Motivacija za razvoj razreda Sarič je zavedanje Sovjetske vojne mornarice konec 1960-ih let, da imajo mornariški topovi še vedno pomembno vlogo v pomorskem bojevanju, zlasti pri amfibijskodesantnih operacijah, vendar so se obstoječe artilerijske križarke projektov 30-bis, 56, 68-K in 68-bis pričele približevati koncu življenjske dobe. Leta 1971 je Severni projektno-konstruktorski biro dobil nalogo konstruirati razred rušilcev, ki bi lahko podpiral amfibijskodesantne operacije. Glavni konstruktor je postal K. Maslennikov. Gredelj prve ladje, Sovremeni, je bil položen leta 1976 in v uporabo je bila predana leta 1980. 
Ladje poganjajo parne turbine, kar jih dela edini razred tretje generacije vojnih ladij po drugi svetovni vojni s takšnim pogonom. Izbran je bil zaradi tveganja, da plinske turbine ne bi mogle biti proizvedene v zadostnem številu. Več ladij v razredu je imelo s pogonom tako hude težave, da so morale biti upokojene.
Glavna oborožitev razreda sta dva dvojna 130 mm topova AK-130-MR-184 in osem protiladijskih raket P-270 Moskit. Ladje imajo tudi 48 izstrelkov za zračno obrambo srednjega dosega 9K37 Buk (rusko bukev) in štiri 533 mm torpedne cevi. Izstrelke Moskit je razvilo podjetje Raduga (rusko mavrica). Nameščeni so v izstrelitvenih celicah pod kotom približno 15° in imajo ob izstrelitvi 4000 kg. Imajo doseg 10–120 km, letijo nekaj metrov nad morsko gladino (sea skimming) s hitrostjo 2,5 Mach in dostavijo 300 kg visokoeksplozivno ali jedrsko (200 kt) bojno glavo.
Razred ima 48 izstrelkov Buk za zračno obrambo srednjega dosega. Za sledenje tarčam sistem uporablja ladijski tridimenzionalni radar s krožnim skeniranjem. Naenkrat so lahko vodeni do trije izstrelki. Izstrelki imajo doseg do 30 km proti tarčam s hitrostjo do 830 m/s.
Ladijski topovi lahko delujejo v popolnoma samodejnem načinu pod vodenjem radarskega nadzornega sistema in pod avtonomnim nadzorom s pomočjo sistema za optično opazovanje Kondenzator v kupoli. En top lahko izstreli 30–40 krogel na minuto, kar je primerljivo s francoskim 100 mm mornariškim topom Creusot-Loire in italijanskim 127 mm OTO Melara topom in je hitrejše od ameriškega mornariškega topa Mark 45. Štirje ladijski topovi lahko v eni minuti izstrelijo 6 t topovskih krogel, kar dela ladje razreda najmočnejše artilerijske ladje na svetu po upokojitvi ameriških bojnih ladij razreda Iowa leta 1992.
Razred ima napreden sistem za elektronsko bojevanje. Bojni sistemi lahko uporabljajo podatke za določitev ciljev od aktivnih in pasivnih senzorjev na krovu, od drugih ladij v floti, letal za opazovanje ali preko podatkovne povezave od ladijskega helikopterja. Radar MR-760 lahko odkrije lovska letala na razdalji do 230 km, izstrelke pa do 50 km in lahko sledi do 40 tarčam naenkrat. 3D radar za nadzor ognja izstrelkov Buk MR-90 ima zelo veliko pripravo za zagotovitev učinkovite obrambe proti napadom zasičenja.
Helikopter Ka-27 se lahko od ladje oddalji do 200 km in lahko leti v vremenskih pogojih do stanja morja 5.
Obstajajo tri različice razreda Sarič – izvirni Projekt 856 z izstrelki Moskit različice 3M80, izboljšani Projekt 956A z različico izstrelka Moskit 3M80M z daljšim dosegom in Projekt 956EM, razvit za Kitajsko vojno mornarico.
Za razred je značilna redka kombinacija praktične uporabnosti in tehnične estetike konstrukcije.
Bespokojni je bil po upokojitvi v letih 2016–2018 preurejen v muzejsko ladjo in je zasidran v Kronstadtu na otoku Kotlin pri Sankt Peterburgu. Leta 2021 je prišel v javnost podatek, da je v času predelave Bespokojnega v ladjedelnici Jantar v Kaliningradu njegov bivši poveljujoči častnik ukradel bronasta propelerja v teži 26 t z namenom prodaje, in ju nadomestil s cenejšima.

## Enote
| Ime                                    | Ime po                   | Gredelj položen       | Splavljena            | Predana               | Flota                 | Stanje                                     |
| Ruska vojna mornarica                  | Ruska vojna mornarica    | Ruska vojna mornarica | Ruska vojna mornarica | Ruska vojna mornarica | Ruska vojna mornarica | Ruska vojna mornarica                      |
| -------------------------------------- | ------------------------ | --------------------- | --------------------- | --------------------- | --------------------- | ------------------------------------------ |
| Sovremeni                              | Sodobni                  | 3. marec 1976         | 18. november 1978     | 25. december 1980     | Severna flota         | Upokojena 1998                             |
| Otčajani                               | Nemirni                  | 1. marec 1977         | 29. marec 1980        | 30. september 1982    | Severna flota         | Upokojena 1998                             |
| Otlični                                | Odlični                  | 22. april 1978        | 21. marec 1981        | 30. september 1983    | Severna flota         | Upokojena 1998                             |
| Osmotritelni                           | Premišljeni              | 27. oktober 1978      | 24. april 1982        | 30. september 1984    | Tihooceanska flota    | Upokojena 1998                             |
| Bezuprečni                             | Neoporečni               | 29. januar 1981       | 25. julij 1983        | 6. november 1985      | Severna flota         | Upokojena 2001                             |
| Bojevoj                                | Bojeviti                 | 26. marec 1982        | 4. avgust 1984        | 28. september 1986    | Tihooceanska flota    | Upokojena 2010                             |
| Stojki                                 | Pokončni                 | 28. september 1982    | 27. julij 1985        | 31. december 1986     | Tihooceanska flota    | Upokojena 1998                             |
| Okriljoni                              | Krilati                  | 16. april 1983        | 31. maj 1986          | 30. december 1987     | Severna flota         | Upokojena 1998                             |
| Burni                                  | Burni                    | 4. november 1983      | 30. december 1986     | 30. september 1988    | Tihooceanska flota    | Upokojena                                  |
| Gremjašči (prej Vedušči)               | Gromoviti                | 23. november 1984     | 30. maj 1987          | 30. december 1988     | Severna flota         | Upokojena 2006                             |
| Bistri                                 | Hitri                    | 29. oktober 1985      | 28. november 1987     | 30. september 1989    | Tihooceanska flota    | Upokojena 2020                             |
| Rastoropni                             | Hitri                    | 15. avgust 1986       | 4. junij 1988         | 30. december 1989     | Severna flota         | Upokojena 2012                             |
| Bezbojazjoni                           | Neustrašni               | 8. januar 1987        | 18. februar 1989      | 28. december 1990     | Tihooceanska flota    | Upokojena 2016                             |
| Gremjašči (prej Bezuderžni)            | Gromoviti                | 24. februar 1987      | 30. september 1989    | 25. junij 1991        | Severna flota         | Upokojena 2013                             |
| Bespokojni                             | Nemirni                  | 18. april 1987        | 9. junij 1990         | 28. december 1991     | Baltska flota         | Upokojena 2018, muzejska ladja v Kronštatu |
| Nastojčivi (prej Moskovski Komsomolec) | Vztrajni                 | 7. april 1988         | 19. januar 1991       | 30. december 1992     | Baltska flota         | V remontu                                  |
| Admiral Ušakov (prej Besstrašni)       | Fjodor Fjodorovič Ušakov | 6. maj 1988           | 28. december 1991     | 30. december 1993     | Severna flota         | Aktivna po remontu 2018–2021               |
| Mornarica Ljudske osvobodilne vojske   |                          |                       |                       |                       |                       |                                            |
| Hangžou (prej Važni)                   | Hangžou                  | 4. november 1988      | 27. maj 1994          | 25. december 1999     | Vzhodna flota         | Aktivna                                    |
| Fužou (prej Vdumčivi)                  | Fužou                    | 22. april 1989        | 16. april 1999        | 20. november 2000     | Vzhodna flota         | Aktivna                                    |
| Tajžou (prej Vnušitelni)               | Tajžou                   | 3. julij 2002         | 27. april 2004        | 28. december 2005     | Vzhodna flota         | Aktivna                                    |
| Ningbo (prej Večni)                    | Ningbo                   | 15. november 2002     | 23. julij 2004        | 27. september 2006    | Vzhodna flota         | Aktivna                                    |